# Koda (TV oddaja)
Koda je televizijska informativna oddaja, ki je predvajana vsako soboto ob 19.15 na 1. programu Televizije Slovenija. Vodi jo Ines Kočar. V oddaji so tedensko predstavljene najpomembnejše novice za potrošnike iz Slovenije in sveta.

## Zgodovina
Prva Koda je bila predvajana v torek, 19. septembra 2017, s čimer je postala naslednica prejšnje potrošniške oddaje Posebna ponudba. Voditelja sta bila Ines Kočar in Rok Kužel, dolga je bila 35 minut.
Kužel je kasneje ekipo oddaje zapustil, 1. februarja 2022 pa je bila predvajana zadnja oddaja v tem terminu. 31. maja 2022 se je nato oddaja vrnila kot torkova rubrika nove informativne oddaje Panorama na TV SLO 2. Kočarjeva je ostala voditeljica, oddaja pa se je skrajšala na 15 minut.
Od 27. januarja 2023 je Koda spet samostojna oddaja, iz torkovega termina na 2. programu se je preselila na petek ob 18.05 na TV SLO 1. V takem formatu je bila predvajana do konca leta. Od 13. januarja 2024 je oddaja del osrednjega informativnega bloka na TV SLO 1 in je na sporedu vsako soboto, po Dnevniku ob 19.15.

## Predvajanje
| Sezona | Sezona | Epizode         | Začetek sezone     | Konec sezone     | Dan   | Ura               |
| ------ | ------ | --------------- | ------------------ | ---------------- | ----- | ----------------- |
|        | 1      | 37              | 17. september 2017 | 19. junij 2018   | torek | 17.25             |
|        | 2      | 38              | 18. september 2018 | 18. junij 2019   | torek | 17.25             |
|        | 3      | 34              | 3. september 2019  | 23. junij 2020   | torek | 17.25             |
|        | 4      | 7               | 1. september 2020  | 13. oktober 2020 | torek | 17.25             |
| 16     | 4      | 2. marec 2021   | 22. junij 2021     |                  | torek | 17.25             |
|        | 5      | 22              | 7. september 2021  | 1. februar 2022  | torek | 17.25             |
| 5      | 5      | 31. maj 2022    | 28. junij 2022     | 20.30            | torek |                   |
|        | 6      | 21              | 30. avgust 2022    | 17. januar 2023  | torek | 20.15             |
| 23     | 6      | 27. januar 2023 | 30. junij 2023     | petek            | 18.05 |                   |
|        | 7      | 18              | 1. september 2023  | petek            | 18.05 | 29. december 2023 |
| 27     | 7      | 13. januar 2024 | 13. julij 2024     | sobota           | 19.15 |                   |
|        | 8      | 19              | 24. avgust 2024    | sobota           | 19.15 |                   |

Št. oddaj do vključno 28.12.2024.